# ¡Que idiotas son los hombres!
¡Que idiotas son los hombres! es una película musical mexicana de 1951 producida y dirigida por Juan Orol y protagonizada por Rosa Carmina y Víctor Junco.

## Argumento
Una mujer se divorcia de su marido infiel, luego tres hombres ricos la cortejan y ella elige a un honrado mesero.

## Reparto
- Rosa Carmina
- Víctor Junco
- Marco de Carlo
- Jorge Mondragón
- José Pulido
- Tana Lynn
- Juanita Riverón

## Comentarios
Película de Juan Orol con su segunda musa cinematográfica, la rumbera cubana Rosa Carmina. Está basada en un argumento del escritor de historietas José G. Cruz.